# Trilogia shakesperiana
La Trilogia shakesperiana è una serie di tre storie a fumetti ispirate a drammi teatrali di William Shakespeare (La tempesta, Amleto e Romeo e Giulietta) realizzate da Gianni De Luca negli anni settanta, in collaborazione con Raoul Traverso per i testi, e ritenuta uno dei capolavori del fumetto italiano del periodo. Con queste opere, insieme alla serie del commissario Spada, a metà degli anni settanta De Luca ha introdotto importanti innovazioni nel modo di rappresentare il movimento e lo scorrere del tempo nei fumetti, abolendo la tradizionale suddivisione in vignette della tavola disegnata; l'influenza di queste opere è riconosciuta anche da maestri internazionali come Frank Miller, Dave McKean o Bill Sienkiewicz che citano De Luca come uno dei loro artisti di riferimento.

## Storia editoriale
Le tre storie vennero pubblicate a puntate su Il Giornalino dal 1975 al 1976. Le tre storie vennero poi varie volte ristampate sia in volumi antologici che singolarmente; una prima volta già nel 1977 nel volume Shakespeare a fumetti edito dalle stesse edizioni Paoline; nel 2009 vennero raccolte con altre storie di De Luca nel volume Shakespare, nella collana I Maestri del Fumetto edita dalla Mondadori; nel 2013 due delle tre storie, Amleto e Romeo e Giulietta, vennero riproposte in due volumi dalla Black Velvet; la NPE ha poi inaugurato nel 2017 una collana dedicata a De Luca nella quale il primo volume è stato dedicato alle tre storie del ciclo.